# كارلوس دي ميلو
كارلوس دي ميلو (بالإندونيسية: Carlos De Mello)‏ هو لاعب كرة قدم إندونيسي، ولد في 10 أبريل 1967.